# Bruno Latour

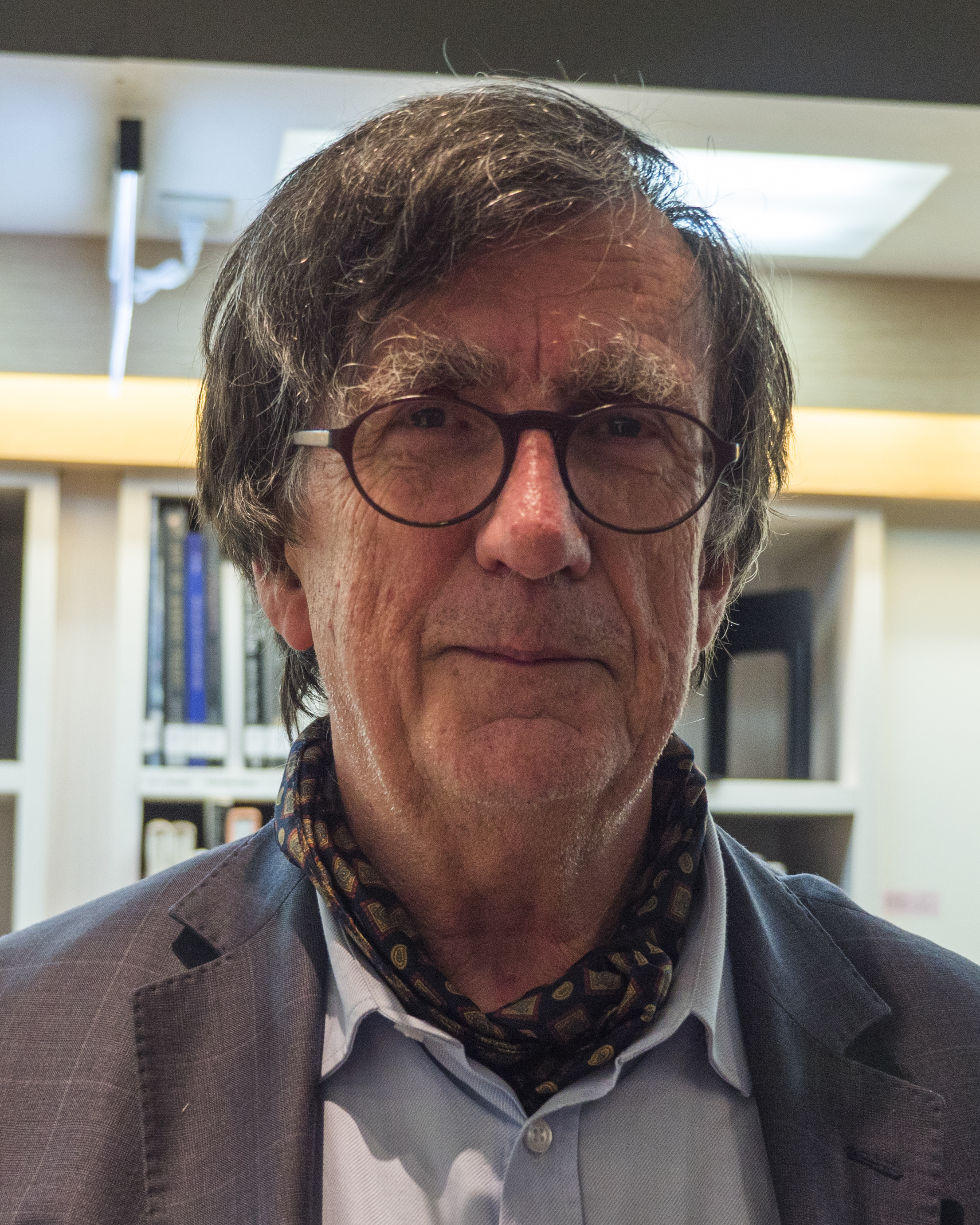
Bruno Latour (2017)

Bruno Paul Louis Latour (* 22. Juni 1947 in Beaune; † 9. Oktober 2022 in Paris) war ein französischer Soziologe und Philosoph. Seine Arbeitsschwerpunkte lagen in der Wissenschafts- und Techniksoziologie. Latour war einer der Begründer der Akteur-Netzwerk-Theorie.

## Leben
Bruno Latour stammte aus einer Weinhändlerfamilie und studierte Philosophie, Anthropologie und Bibelexegese. Er wurde 1975 an der Universität Tours promoviert.
Während seines Militärdienstes in Afrika entwickelte er Interesse an den Sozialwissenschaften und verfasste eine ethnographische Studie der französischen Methoden der Industrieerziehung in Abidjan. 1979 veröffentlichte Latour zusammen mit dem britischen Soziologen Steve Woolgar Laboratory Life, das Ergebnis seiner Feldstudien im Labor des späteren Nobelpreisträgers Roger Guillemin. Dabei konnte Latour aufzeigen, welche Rollen rhetorische Strategien und technische Artefakte bei der „Konstruktion wissenschaftlicher Tatsachen“ spielen. Mit dem 1987 erschienenen Science in Action weitete Bruno Latour diese zunächst sozialkonstruktivistische Argumentation auf das Gebiet der Technik aus. Er entwickelte zusammen mit anderen Soziologen, vor allem Madeleine Akrich, Michel Callon und John Law, die Akteur-Netzwerk-Theorie, die über den Sozialkonstruktivismus hinausgeht. Anders als dieser unterstellt die Akteur-Netzwerk-Theorie nicht, dass Technik und Wirklichkeit sozial konstruiert sind. Vielmehr wird die Auffassung vertreten, dass Technik/Natur und das Soziale sich in einem Netzwerk wechselseitig Eigenschaften und Handlungspotentiale zuschreiben. Latour entwickelte später auf Basis dieser Überlegungen mit Wir sind nie modern gewesen und Das Parlament der Dinge eine Kritik der „modernen“ Gesellschaft.
1982 wurde er Professor für Soziologie an der École Nationale Supérieure des Mines in Paris. 1987 erfolgte seine Habilitation an der École des Hautes Études en Sciences Sociales. In den Science Wars der 1990er Jahre wurde Latour unter anderem von Alan Sokal heftig kritisiert. In Die Hoffnung der Pandora setzte sich Latour mit dieser Kritik auseinander.
Neben seiner wissenschaftlichen Tätigkeit im engeren Sinne war er zusammen mit Peter Weibel Kurator der Ausstellungen Iconoclash (2002) und Making Things Public (2005), Reset Modernity! (2016) und Critical Zones (2020) am Karlsruher ZKM Zentrum für Kunst und Medien.
Auf der Suche nach einer „neuen Eloquenz“ der Wissenschaft experimentierte Latour auch mit theatralen Formen. Im Rahmen des Projekts Gaia Global Circus schrieb Latour mit Chloé Latour und Frédérique Ait-Touatti Latour das Theaterstück Cosmocolosse. Unter dem Titel Kosmokoloss. Eine Tragikomödie über das Klima und den Erdball sendete der Bayerische Rundfunk im Jahr 2013 eine deutsche Radioadaption des Stücks. 2016 folgte unter dem Titel Cosmocolosse eine weitere Radioadaption auf Französisch durch France Culture.
Latour starb im Oktober 2022 im Alter von 75 Jahren an den Folgen einer Erkrankung mit Bauchspeicheldrüsenkrebs.

## Auszeichnungen
Bruno Latour wurde am 28. September 2008 in Frankfurt am Main mit dem Siegfried-Unseld-Preis ausgezeichnet, als „großer Erneuerer der Sozialwissenschaften“, der als „Grenzgänger zwischen Natur- und Geisteswissenschaften, Theorie und Empirie, Moral und Politik die Mechanismen der modernen Wahrheitsproduktion und ihre Folgen untersucht“, wie die Jury begründete. Außerdem wurde er in jenem Jahr in die American Academy of Arts and Sciences aufgenommen. 2014 wurde er Mitglied der Académie royale des Sciences, des Lettres et des Beaux-Arts de Belgique.
Am 8. Februar 2010 nahm Bruno Latour in der Ludwig-Maximilians-Universität den Kulturpreis der Münchener Universitätsgesellschaft entgegen. Die Jury begründete ihre Entscheidung damit, dass „Bruno Latour zu den einflussreichsten, intelligentesten und gleichzeitig populärsten Vertretern der Wissenschaftsforschung (Science Studies) gehört“. Im gleichen Jahr wurde er mit dem Nam June Paik Art Center Award ausgezeichnet. Er wurde als Vordenker geehrt, der mit seinen Theorien die Bereiche Philosophie, Technowissenschaft, wissenschaftliche Visualisierung, Anthropologie und Politik verknüpfte und neue Wege des Denkens eröffnete.
Für 2013 wurde Latour der mit 4,5 Millionen norwegischen Kronen (zum Verleihungszeitpunkt etwa 610.000 Euro) dotierte Holberg-Preis zugesprochen. Das Preiskomitee lobte seine „ambitionierte Analyse und Neuinterpretation der Moderne, betreffend fundamentale Kategorien wie die Unterscheidung zwischen modern und vor-modern, Natur und Gesellschaft, Mensch und Nicht-Mensch“. Im Jahr 2015 hatte Latour die Albertus-Magnus-Professur der Universität zu Köln inne. 2018 wurde er in die British Academy gewählt. 2021 erhielt er den Kyoto-Preis.

## Forschung und Thesen
Erste Bekanntheit erlangte Bruno Latour durch die wissenschaftssoziologische Studie Laboratory Life: The Construction of Scientific Facts, die er 1979 zusammen mit Steve Woolgar herausbrachte. Auf Grundlage einer 1975 begonnenen teilnehmenden Beobachtung im kalifornischen Salk Institute entwickelte er eine sozialkonstruktivistische Sichtweise von Forschungskulturen. Sein Ziel war es, die „Produktion“ wissenschaftlicher Ergebnisse am Ort ihrer Entstehung, nämlich bei der Laborarbeit der Wissenschaftler, zu erforschen. Latour und Woolgar gelangten zu dem Schluss, die Tätigkeit der Wissenschaftler als besonderen „Kapitalzyklus“ („Cycle of Credibility“) zu begreifen, durch den die Wissenschaftler die Glaubwürdigkeit ihrer Arbeit aktiv herstellen, um Anerkennung zu „akkumulieren“. Innerhalb eines Kreislaufes werden Gelder, Daten, Prestige, Problemfelder, Argumente und Publikationen miteinander verbunden und als „Kredite“ ineinander übersetzt. (Hat ein Wissenschaftler beispielsweise ein Problemfeld entdeckt, liefert es ihm möglicherweise Argumente, die er in Veröffentlichungen umwandeln kann. Diese können ihm wiederum Prestige einbringen, was etwa für das Einwerben von finanziellen Drittmitteln relevant sein kann, sodass weitere Daten erhoben werden können usw.) Mit ihrer Studie wurden Latour und Woolgar zu modernen Klassikern der sozialwissenschaftlichen Wissenschaftsforschung, obgleich sich Latour später vom sozialkonstruktivistischen Ausgangspunkt wegbewegte.
In seiner Zeit an der École Nationale Supérieure des Mines hat er zusammen mit Michel Callon und John Law die Akteur-Netzwerk-Theorie (actor network theory) entwickelt, die sich als eine eigene Denkschule in der Soziologie durchgesetzt hat.
In dem Aufsatz Why has Critique run out of Steam? aus dem Jahr 2004 äußerte Latour auch Bedenken hinsichtlich der Wirkung und Angemessenheit von sozialkonstruktivistischer Kritik. In diesem Zusammenhang warf er die Frage auf, ob die Gefahr heute womöglich nicht mehr von ideologischen Argumenten drohe, die als Tatsachen verkleidet seien, sondern umgekehrt: von einem „exzessiven Misstrauen“ gegenüber Tatsachen, die zu Unrecht für ideologische Argumente gehalten würden. Unter anderem beklagte Latour am Beispiel der „künstlich am Laufen gehaltenen“ Kontroverse um die globale Erwärmung den Missbrauch des Sozialkonstruktivismus durch Klimawandelleugner: „Gefährliche Extremisten benutzen ebendasselbe Argument von sozialer Konstruktion, um mühsam gewonnene Beweise zu zerstören, die unsere Leben retten könnten.“ (“dangerous extremists are using the very same argument of social construction to destroy hard-won evidence that could save our lives.”)
Eine der bedeutendsten Studien Latours ist sein 1993 erschienenes Werk Aramis oder die Liebe zur Technik, das bislang auf Französisch, seit 1996 auch auf Englisch und seit 2018 auch vollständig auf Deutsch vorliegt. In Abfolgen aus Interviewpassagen und Forschungsnotizen zeichnete Latour die Entwicklung des innovativen, aber letztlich gescheiterten Verkehrsprojektes „Aramis“ nach, das die Vorteile von privatem und öffentlichem Verkehr durch ein computergesteuertes PRT-System kombinieren sollte. Anhand der widersprüchlichen Interessen und Hoffnungen der unterschiedlichen Projektbeteiligten zeigte Latour, wie soziale und selbst sentimentale Aspekte – eben die „Liebe zur Technik“ – am Aufstieg und Fall von Innovationen mitwirken.

Kritik am Wissenschaftsverständnis Latours wurde u. a. von dem Physiker Alan Sokal geäußert, welcher im Zuge der sog. Sokal-Affäre auch dessen Position als irrational bezeichnet hat. Latours Wissenschaftstheorie sei „postmoderner Unsinn“, meint auch der deutsche Philosoph Markus Gabriel. Diesem Vorwurf entgegnete Latour, dass die Wirklichkeit nicht etwas ist, an das man glauben müsste und dass wir den Zugang zu ihr nicht verloren haben.
„'Glaubst du an die Wirklichkeit?' Um dergleichen überhaupt zu fragen, muß man sich schon dermaßen von der Wirklichkeit entfernt haben, daß die Angst, sie ganz zu verlieren vorstellbar wird – und diese Angst hat selbst eine Geistesgeschichte [...] Nur ein Geist in der äußerst befremdlichen Lage, von innen nach außen auf die Welt zu schauen und mit der Außenwelt durch nichts als die dürftige Verbindung des Blickes verbunden zu sein, wird ständig in der Furcht leben, die Realität zu verlieren; nur solch ein körperlöser Beobachter wird verzweifelt nach einem absolut sicheren Lebenserhaltungssystem Ausschau halten.“
Latour zufolge ist es das Verdienst der Wissenschaftsforschung, verdeutlicht zu haben, dass Tatsachen zugleich real und konstruiert sind. Der Vorwurf, einer postmodernen Wissenschaftsfeindlichkeit verkenne nicht nur, dass es der Wissenschaftsforschung darum geht, besser zu verstehen, wie Wissenschaft in der Praxis vollzogen wird, sondern zeuge auch von einem grundlegenden Missverständnis der Methoden und Erkenntnisse der Wissenschaftsforschung. Tatsächlich hat Latour wissenschaftsfeindliches Denken und das Aufkommen sogenannter „alternativer Fakten“ energisch problematisiert. Vor allem mit Blick auf die Attacken gegen die Klimawissenschaften und andere Disziplin, sprach Latour von einem tatsächlichen Krieg gegen die Wissenschaften, der nach einer engeren Zusammenarbeit zwischen Wissenschaft und Wissenschaftsforschung verlange.

„Nichts wird uns retten und ganz bestimmt nicht die Gefahr. Der Erfolg wird einzig von unserer Fähigkeit abhängen, die zufällig sich einstellenden Gelegenheiten beim Schopfe zu packen.“

## Monografien (chronologisch)
- mit Steve Woolgar: Laboratory Life. The Social Construction of Scientific Facts. Beverly Hills 1979, ISBN 0-8039-0993-4. (Laboratory Life. The Construction of Scientific Facts. 2. Auflage. Princeton 1986, ISBN 0-691-02832-X.)
- Les microbes: guerre et paix suivi de irréductions. Paris 1984, ISBN 978-2-7071-7011-8.
  - englisch: The Pasteurization of France. Cambridge (Mass.) 1988, ISBN 0-674-65761-6.
- Science in Action. How to Follow Scientists and Engineers through Society. Milton Keynes 1987, ISBN 0-674-79291-2.
- Nous n’avons jamais été modernes. Paris 1991, ISBN 2-7071-2083-9.
  - deutsch Wir sind nie modern gewesen. Versuch einer symmetrischen Anthropologie. Übersetzt von Gustav Roßler. Akademie-Verlag, Berlin 1995, ISBN 3-05-002582-4 (Neuauflage Fischer Verlag, Frankfurt am Main 1998, ISBN 3-596-13777-2. Neuauflage Suhrkamp Verlag, Frankfurt am Main 2008, ISBN 978-3-518-29461-1)
- Aramis, ou l’amour des techniques. Paris 1993, ISBN 2-7071-2120-7.
  - Aramis or the Love of Technology. Cambridge (Mass.) 1996, ISBN 0-674-04323-5.
  - deutsch: Aramis oder Die Liebe zur Technik. Mit einem neuen Vorwort v. Bruno Latour und einem Nachwort v. Henning Schmidgen. Übersetzt von Gustav Roßler. Mohr Siebeck, Tübingen 2018, ISBN 978-3-16-153995-4.
- La clef de Berlin et autres leçons d’un amateur de sciences. Paris 1993, ISBN 2-7071-2274-2.
  - deutsch: Der Berliner Schlüssel. Erkundungen eines Liebhabers der Wissenschaften. Aus dem Französischen von Gustav Roßler. Akademie-Verlag, Berlin 1996, ISBN 3-05-002834-3 (Neuauflage botopress, Berlin 2016, ISBN 978-3-946056-00-3).
- Politiques de la nature: comment faire entrer les sciences en démocratie. Paris 1999, ISBN 2-7071-3078-8.
  - deutsch: Das Parlament der Dinge. Für eine politische Ökologie. Aus dem Französischen von Gustav Roßler. Suhrkamp, Frankfurt am Main 2001, ISBN 3-518-41282-5.
- Pandora’s Hope. Essays on the Reality of Science Studies. Cambridge (Mass.) 1999, ISBN 0-674-65335-1.
  - deutsch: Die Hoffnung der Pandora. Untersuchungen zur Wirklichkeit der Wissenschaft. Aus dem Französischen von Gustav Roßler. Suhrkamp, Frankfurt am Main 2000, ISBN 3-518-58296-8.
- Jubiler ou Les tourments de la parole religieuse. Paris 2002, ISBN 2-84671-009-0.
  - deutsch: Jubilieren. Über religiöse Rede. Aus dem Französischen von Achim Russer. Suhrkamp, Berlin 2011, ISBN 978-3-518-58563-4.[30]
- Iconoclash oder gibt es eine Welt jenseits des Bilderkrieges? Aus dem Englischen von Gustav Roßler. Merve, Berlin 2002, ISBN 3-88396-178-7.
- La fabrique du droit. Une ethnographie du Conseil d’État. Paris 2002, ISBN 2-7071-3581-X.
  - englisch: The Making of Law. An Ethnography of the Conseil d’Etat. Cambridge 2010, ISBN 978-0-7456-3984-0.
  - Die Rechtsfabrik. Eine Ethnographie des Conseil d’Etat. Konstanz University Press, Konstanz 2016, ISBN 978-3-86253-054-0.
- Krieg der Welten – wie wäre es mit Frieden? Aus dem Englischen von Gustav Roßler. Merve, Berlin 2004, ISBN 3-88396-196-5.
- Von der Realpolitik zur Dingpolitik oder wie man Dinge öffentlich macht. Aus dem Englischen von Gustav Roßler. Merve, Berlin 2005, ISBN 3-88396-214-7.
- Reassembling the Social. An Introduction to Actor-Network-Theory. Oxford 2005, ISBN 0-19-925604-7.
  - deutsch: Eine neue Soziologie für eine neue Gesellschaft. Einführung in die Akteur-Netzwerk-Theorie. Aus dem Englischen von Gustav Roßler. Suhrkamp, Frankfurt am Main 2007, ISBN 978-3-518-58488-0.
- Elend der Kritik. Vom Krieg um Fakten zu Dingen von Belang. Aus dem Englischen von Heinz Jatho. Diaphanes, Zürich 2007, ISBN 978-3-03734-021-9.
- mit Vincent Lépinay: L’économie, science des intérêts passionnés. Introduction à l’anthropologie économique de Gabriel Tarde. Paris 2008, ISBN 978-2-7071-5644-0.
  - deutsch: Die Ökonomie als Wissenschaft der leidenschaftlichen Interessen. Eine Einführung in die ökonomische Anthropologie Gabriel Tardes. Aus dem Französischen von Gustav Roßler. Suhrkamp, Berlin 2010, ISBN 978-3-518-58556-6.
- Cogitamus. Six lettres sur les humanités scientifiques. La Découverte, Paris 2010, ISBN 978-2-7071-6688-3.
  - deutsch: Cogitamus. Aus dem Französischen von Bettina Engels und Nikolaus Gramm. Suhrkamp, Berlin 2016, ISBN 978-3-518-26038-8.
- Enquête sur les modes d’existence. Une anthropologie des Modernes. La Découverte, Paris 2012, ISBN 978-2-7071-7347-8.
  - deutsch: Existenzweisen. Eine Anthropologie der Modernen. Aus dem Französischen von Gustav Roßler. Suhrkamp, Berlin 2014, ISBN 978-3-518-58607-5.
- Jubiler ou les tourments de la parole religieuse. La Découverte, Paris 2013, ISBN 978-2-35925-074-9.
  - deutsch: Jubilieren: Über religiöse Rede. Suhrkamp, Frankfurt am Main 2016, ISBN 978-3-518-29786-5.
- Face à Gaïa: Huit conférences sur le nouveau régime climatique. La Découverte, Paris 2015, ISBN 978-2-35925-108-1.
  - deutsch: Kampf um Gaia. Acht Vorträge über das neue Klimaregime. Aus dem Französischen von Achim Russer, Bernd Schwibs. Suhrkamp, Berlin 2017, ISBN 978-3-518-58701-0.
- Où atterrir? Comment s’orienter en politique. La Découverte, Paris 2017, ISBN 978-2-7071-9700-9.
  - deutsch: Das terrestrische Manifest, aus dem Französischen von Bernd Schwibs. Suhrkamp, Berlin 2018, ISBN 978-3-518-07362-9.
- mit Peter Weibel: Critical Zones. The Science and Politics of Landing on Earth. MIT Press, Cambridge 2020, ISBN 978-0-262-04445-5.
- Où suis-je? Leçons du confinement à l’usage des terrestres. La Découverte, Paris 2021, ISBN 978-2-35925-200-2.
  - deutsch: Wo bin ich? Lektionen aus dem Lockdown, aus dem Französischen von Hans-Joachim Russer und Bernd Schwibs. Suhrkamp, Berlin 2021, ISBN 978-3-518-12771-1.
- mit Nikolaj Schultz: Mémo sur la nouvelle classe écologique, La Découverte. 2022.
  - deutsch: Zur Entstehung einer ökologischen Klasse. Ein Memorandum. Aus dem Französischen von Bernd Schwibs, Suhrkamp, Berlin 2022, ISBN 978-3-518-02979-4.[31]

## Ausstellungen
- 2002: Iconoclash. Jenseits der Bilderkriege in Wissenschaft, Religion und Kunst, Zentrum für Kunst und Medien (ZKM), Karlsruhe.[32]
- 2005: Making Things Public. Atmosphären der Demokratie, Zentrum für Kunst und Medien (ZKM), Karlsruhe.[33]
- 2016: Reset Modernity, Zentrum für Kunst und Medien (ZKM), Karlsruhe. Field Book in deutscher Sprache.[34]
- 2020: Critical Zones: Horizonte einer neuen Erdpolitik, Zentrum für Kunst und Medien (ZKM), Karlsruhe.[35]

## Dokumentation
- Gespräche mit Bruno Latour. Regie: Camille De Chenay und Nicolas Truong, ARTE F, Frankreich, 2021